# Laphria rufa
Laphria rufa är en tvåvingeart som beskrevs av Roder 1887. Laphria rufa ingår i släktet Laphria och familjen rovflugor. Inga underarter finns listade i Catalogue of Life.